# Seán MacBride
Pour les articles homonymes, voir MacBride.
 (août 2019).
Si vous disposez d'ouvrages ou d'articles de référence ou si vous connaissez des sites web de qualité traitant du thème abordé ici, merci de compléter l'article en donnant les références utiles à sa vérifiabilité et en les liant à la section « Notes et références ».
Seán MacBride, né le 26 janvier 1904 à Paris et mort le 15 janvier 1988 à Dublin, est un avocat et un homme politique irlandais, présent sur la scène internationale. Il est le premier président d'Amnesty International et a été chef d'état-major de l'Irish Republican Army. En 1974, il reçoit le prix Nobel de la paix. Il a été Haut Commissaire des Nations unies pour la Namibie.

## Premières années (1904-1919)
Seán MacBride est né à Paris, le 26 janvier 1904, il est le fils de Maud Gonne et de John MacBride. Sa mère, comédienne, féministe et révolutionnaire, est l'égérie du poète William Butler Yeats et son père est commandant de l'Irish Brigade. Le mariage de ses parents est un échec, son père retourne rapidement en Irlande.
En 1916, alors qu'il suit ses études au lycée Saint-Louis-de-Gonzague, affichant ses convictions nationalistes, éclate à Dublin l'insurrection de Pâques (lundi 24 avril). L'Irish Republican Brotherhood (IRB), les Irish Volunteers (future IRA) et l'Irish Citizen Army (ICA) entrent en rébellion contre le pouvoir britannique, après avoir proclamé la République. Sans aucun soutien populaire, l'action de ces 800 combattants sera violemment réprimée par les Britanniques. Après une semaine de combats, c'est la reddition : 16 dirigeants sont condamnés à mort et exécutés, dont son père. C'est le directeur du lycée qui lui apprend la nouvelle. Quelque temps plus tard, il va faire la rencontre du poète indien Rabindranath Tagore, puis retourne en Irlande. Sa mère, un temps emprisonnée, crée une association de soutien aux nationalistes, Amnesty. 1918 voit le début de la guerre d'indépendance, puis de la guerre civile irlandaise, période de troubles qui va durer plusieurs années.

## L’Irish Republican Army (1920-1936)
En 1920, tout en suivant des cours de droit, Il rejoint l'Irish Republican Army, créée le 21 janvier 1919, transformation des Irish Volunteers. À l’âge de 16 ans, il est nommé lieutenant. Il participe à la guerre d'indépendance entre 1919 et 1921 à l'issue de laquelle le traité anglo-irlandais est signé (6 décembre 1921), partageant l'île en deux parties. Il est aux côtés de Collins lors des négociations. Refusant le principe de la partition, il rejoint le camp des combattants qui vont tenter de détruire l'État libre d'Irlande, c'est la guerre civile de 1922-1923. En 1922, il est capturé et emprisonné à la prison de Mountjoy, d'où il s'échappe. L'année suivante, il succède à Moss Twomey, au poste de chef d'état-major de l'IRA, qu'il va occuper jusqu'en 1936.
En 1926 et 1927, il collabore comme journaliste à l'Irish Press. Il rencontre Hô Chi Minh et Nehru en 1928, lors d'un congrès anti-impérialiste. En 1936, il quitte l'IRA et l'action clandestine pour la politique des urnes.

## L'avocat et l'homme politique (1937-1961)
L'année qui suit son départ de l'IRA, MacBride s'inscrit au barreau et commence sa carrière d'avocat, en se spécialisant dans la défense des prisonniers politiques, en premier lieu desquels, les détenus républicains et leurs familles. Mais ses préoccupations s'élargissent aux Droits de l'homme en général, aux emprisonnements abusifs et aux mauvais traitements que doivent subir les détenus. En 1947, il crée un parti politique, le Clann na Poblachta (Enfants de la République), qui va obtenir 10 sièges aux élections. Éamon de Valera ayant été désavoué (1948), un gouvernement de coalition se met en place, auquel participe le nouveau parti. MacBride devient ministre des Affaires étrangères. Le jour de Pâques 1949 voit la proclamation officielle de la république d'Irlande (Poblacht na hÉireann en irlandais) ; les derniers prisonniers républicains sont libérés. Il est particulièrement actif au niveau international, en 1949 il est nommé vice-président de l'Organisation européenne de coopération économique (OECE), lors de son institution. Il participe aussi au Conseil de l'Europe, à la Convention de Genève pour la protection des victimes de guerre (août 1949) et à la rédaction de la Convention européenne des droits de l'homme (novembre 1950). En 1950 il fait de Josephine McNeill la première ambassadrice d'Irlande. En 1957, il est nommé secrétaire général de la Commission internationale de juristes.
Au niveau de la politique intérieure, sa situation est beaucoup moins brillante : déclin de son parti, échecs électoraux, ce qui va l'inciter à se retirer de la scène politique irlandaise.

## Amnesty International (1962-1974)
L'origine d’Amnesty International remonte à ce mois de novembre 1960, quand l’avocat britannique Peter Benenson découvre dans la presse la condamnation de deux étudiants portugais à sept ans de prison, pour avoir publiquement réclamé la liberté ; le Portugal est alors sous la dictature de Salazar. Avec quelques avocats, dont Seán MacBride et Eric Baker, il crée l’association Justice, pour le respect des droits de l'homme, c'est l'embryon de la future organisation. En 1961, une première campagne en faveur des prisonniers d'opinion est lancée ; il s'agit des cas d'Agostinho Neto (Angola), de Constantin Noica (Roumanie) et de Josef Beran (Tchécoslovaquie). Bien relayée par les médias, cette campagne a un retentissement international et induit la fondation d'Amnesty.
Dès lors l'action de MacBride va se confondre avec celle de l'organisation, il va occuper le poste de président du Comité exécutif international jusqu'en 1974. Le 10 décembre 1973, il préside à Paris une conférence pour l'organisation d'une campagne mondiale pour l'abolition de la torture, à l'occasion du 25e anniversaire de la Déclaration universelle des droits de l'homme. Cette revendication trouve un écho favorable puisque l'Assemblée générale des Nations unies adopte la résolution 3059, condamnant la torture en 1973. L'année d'après, il est nommé Haut Commissaire des Nations unies pour la Namibie ; pour des raisons statutaires, il doit démissionner de la présidence de l'association humanitaire. Cette même année 1974, il reçoit le prix Nobel de la Paix (avec le Premier ministre japonais Eisaku Satō).

## Les derniers combats et les distinctions (1975-1988)
La dernière partie de sa vie, il va l'occuper aux problèmes du Tiers-monde, et lutter pour la paix et le désarmement ; il va notamment prendre la direction du Bureau international de la paix à Genève. De 1977 à 1980, à la demande du directeur général de l'Unesco (Organisation des Nations unies pour l'éducation, la science et la culture), il assume la présidence d'une commission internationale, pour étudier les problèmes de communication. Cette commission, dans laquelle on retrouve Hubert Beuve-Mery (journaliste), Gabriel García Márquez (journaliste et écrivain), et Marshall McLuhan (sociologue), va produire un rapport sur le nouvel ordre mondial de l'information. En 1977, à Moscou on lui remet le prix Lénine pour la paix, la plus haute distinction de l'Union soviétique. En 1982, il dirige une commission d'enquête internationale sur des violations par Israël des lois internationales, lors de son invasion du Liban. En 1984, la France lui confère les insignes de commandeur des Arts et des Lettres. Seán MacBride est mort le 15 janvier 1988 à Dublin. Son épouse est décédée en 1976.

## Récompenses
- 1974 : Lauréat du Prix Nobel de la paix.
- 1976 : Lauréat du Prix Lénine pour la paix.